# Арбаїн
Арбаїн (араб. الأربعين перс. اربعین) — поминки, що проводяться на сороковий день мучеництва імама Хусейна, який разом зі 72 сподвижниками загинув у нерівній битві з армією омейядського халіфа Язіда.
Арбаїн є одним із наймасовіших мирних зборів людей у світі, у 2012—2013 роках Арбаїн відвідали близько 15 мільйонів паломників з усього світу.
Мусульмани-суніти, християни та зороастрійці також беруть участь в Арбаїні.

## Історія
Першого Арбаїна було проведено 20 сафара (за ісламським календарем), за різними даними, в 61-му або 62-му році після хіджри. Коли звістка про смерть Хусейна досягла міста Медини, серед населення почалися сильні хвилювання. Тоді супроводжуваний Ібн Джунадою сліпий Джабір ібн Абдуллах відвідав Кербелу з метою відвідати могили мучеників. Його візит збігся з візитом жінок з Сім'ї Пророка, ⁣які живили і єдиним сином Хусейна Зейном аль-Абідіном, який залишився в живих та бувши вражений хворобою, не зміг взяти участь у битві.

## Галерея

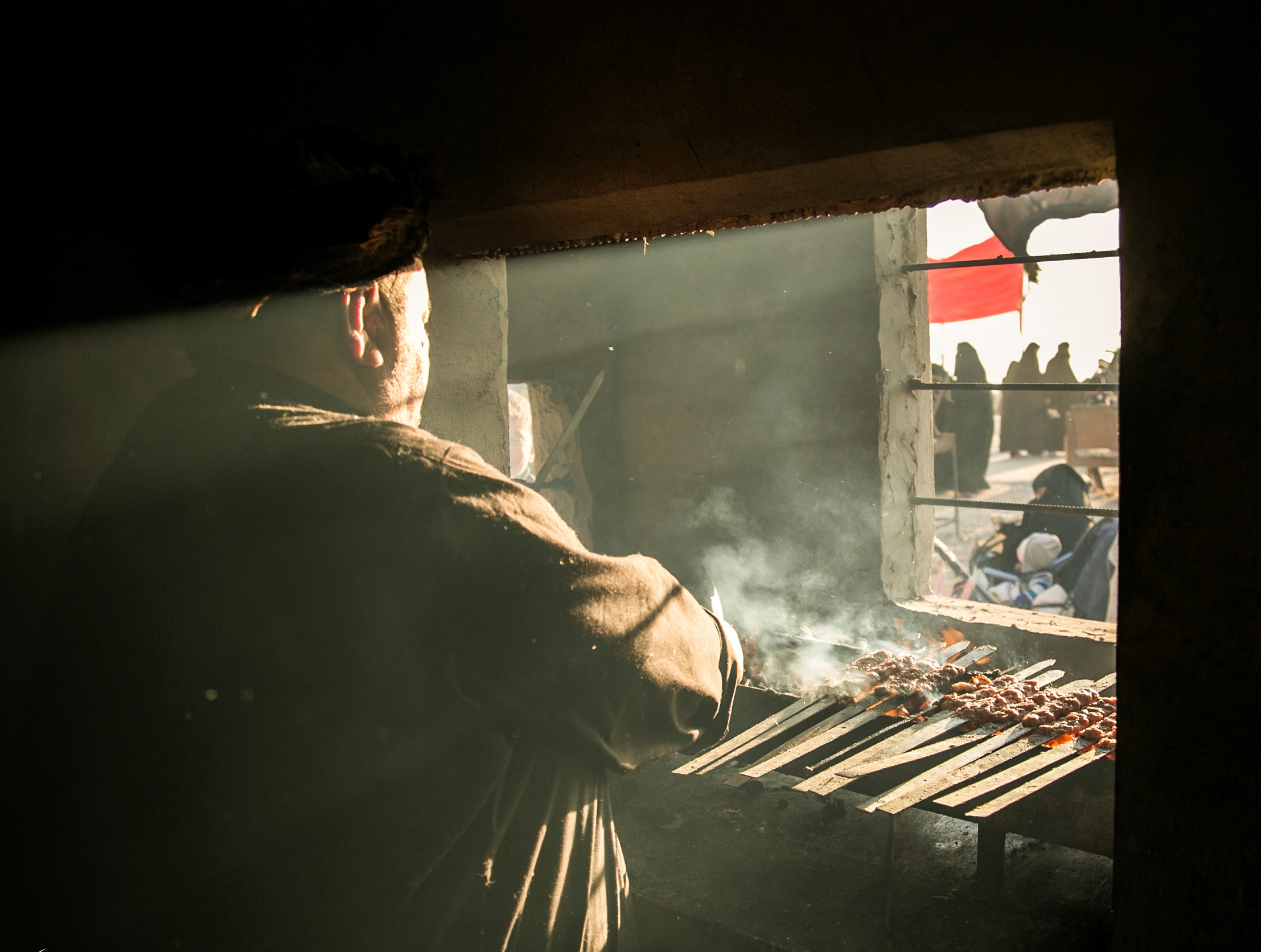
Чоловік смажить м'ясо для паломників
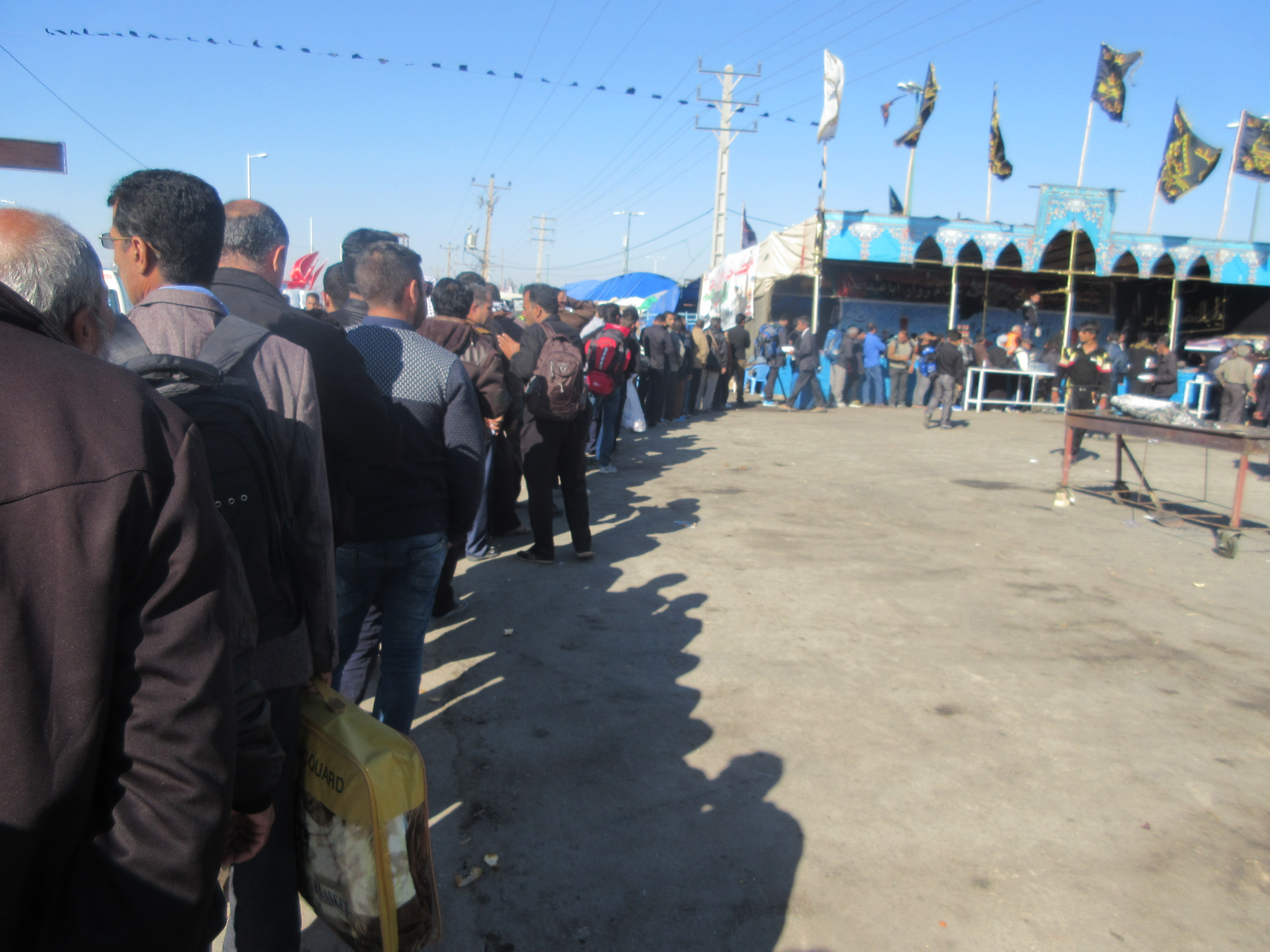
Паломники Арбаїна чекають на безкоштовну їжу
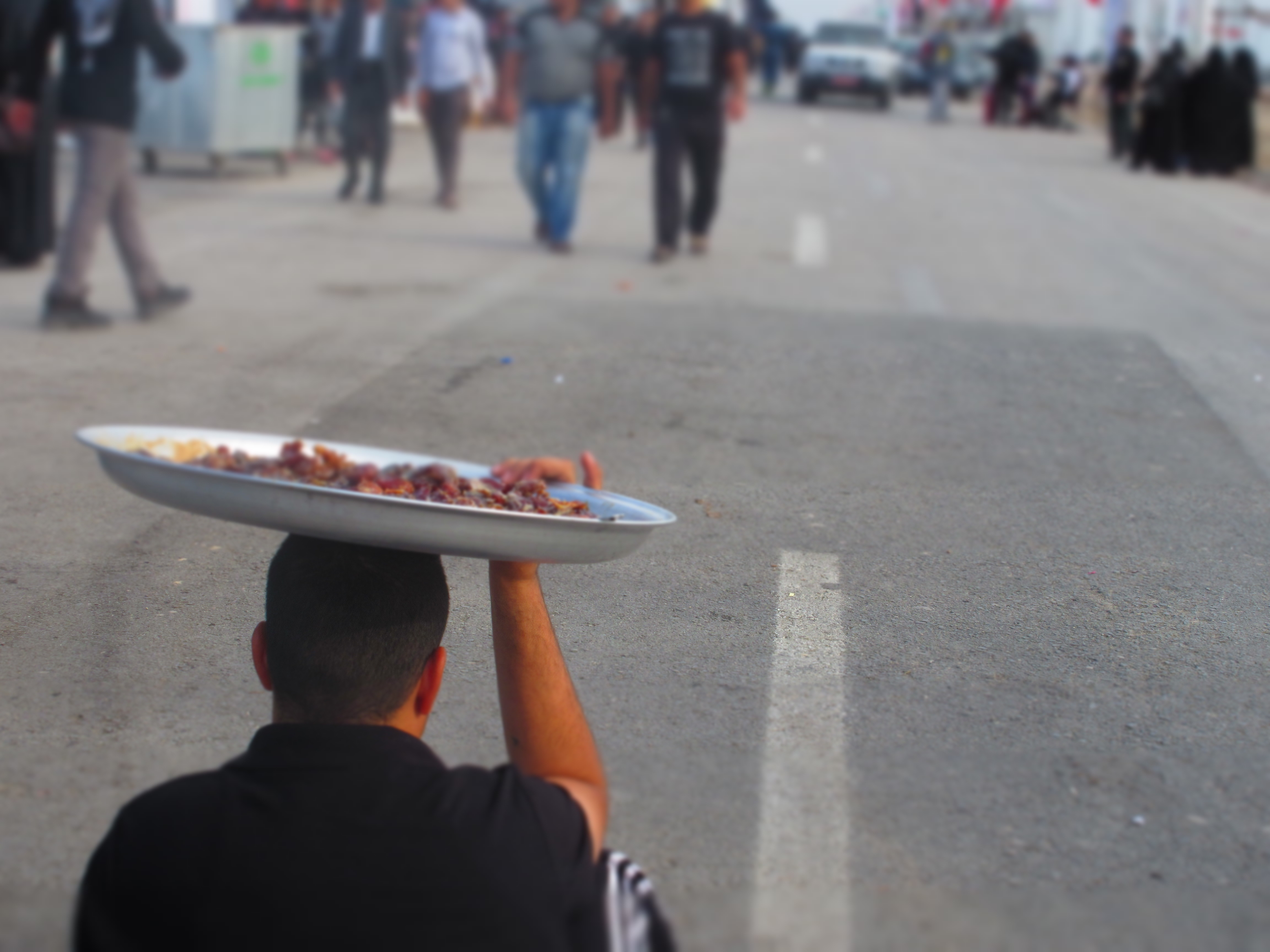
Чоловік тримає на голові тарілку, повну фініків, проїжджаючи повз паломників Арба'іна
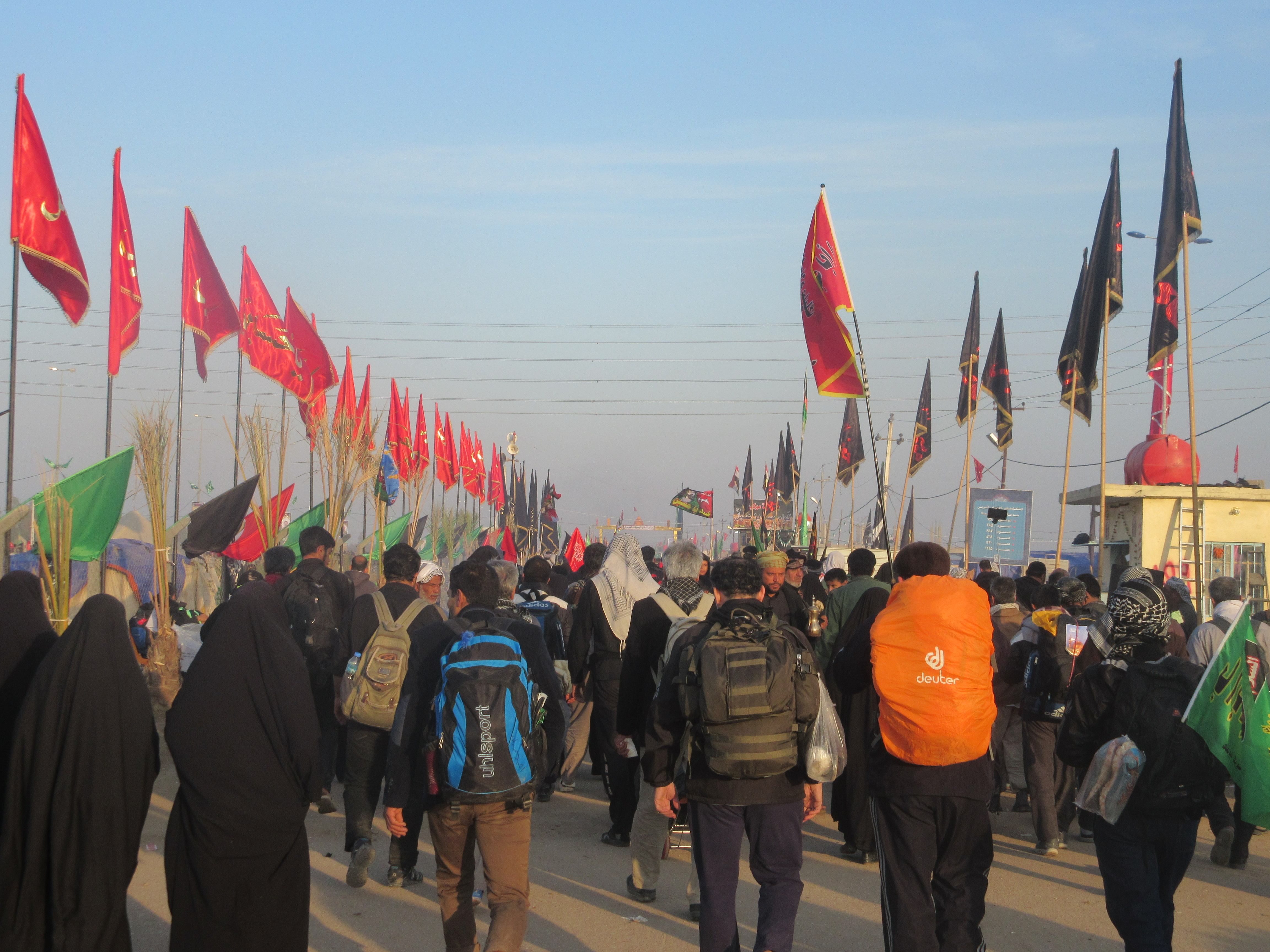
Арбаїн, паломництво